# Canton de Sarras
Le canton de Sarras est une circonscription électorale française du département de l'Ardèche, créée par le décret du 13 février 2014 et entrée en vigueur lors des élections départementales de 2015.

## Histoire
Un nouveau découpage territorial de l'Ardèche entre en vigueur en mars 2015, défini par le décret du 13 février 2014, en application des lois du 17 mai 2013 (loi organique 2013-402 et loi 2013-403). Les conseillers départementaux sont, à compter de ces élections, élus au scrutin majoritaire binominal mixte. Les électeurs de chaque canton élisent au Conseil départemental, nouvelle appellation du Conseil général, deux membres de sexe différent, qui se présentent en binôme de candidats. Les conseillers départementaux sont élus pour six ans au scrutin binominal majoritaire à deux tours, l'accès au second tour nécessitant 12,5 % des inscrits au premier tour. En outre la totalité des conseillers départementaux est renouvelée. Ce nouveau mode de scrutin nécessite un redécoupage des cantons dont le nombre est divisé par deux avec arrondi à l'unité impaire supérieure si ce nombre n'est pas entier impair, assorti de conditions de seuils minimaux. En Ardèche, le nombre de cantons passe ainsi de 33 à 17. Le canton de Sarras fait partie des huit nouveaux cantons du département, les neuf autres cantons portant la dénomination d'un ancien canton, mais avec des limites territoriales différentes.

## Représentation
| Période élective | Période élective | Mandat | Mandat   | Identité           | Nuance | Nuance | Qualité |
| ---------------- | ---------------- | ------ | -------- | ------------------ | ------ | ------ | --- |
| 2015             | 2021             | 2015   | 2021     | Denis Duchamp      |        | PS     | Contrôleur de travaux Fonction publique territoriale Maire de Félines (1992-2020) 5e vice-président, chargé de la protection de l’enfance et de la lutte contre la précarité |
| 2015             | 2021             | 2015   | 2021     | Brigitte Royer     |        | PS     | Maire d'Arras-sur-Rhône (2008-2020) |
| 2021             | 2028             | 2021   | en cours | Ronan Philippe     |        | DVG    | Fonctionnaire Maire de Peaugres |
| 2021             | 2028             | 2021   | en cours | Christelle Reynaud |        | DVG    | Ancienne agent territoriale Maire d'Andance depuis 2020 |

### Résultats détaillés

#### Élections de mars 2015
À l'issue du premier tour des élections départementales de 2015, trois binômes sont en ballottage : Denis Duchamp et Brigitte Royer (Union de la Gauche, 35,88 %), Laura Biancheri et David Capron (FN, 29,25 %) et Benoît Gauthier et Margareth Patriat (Union de la Droite, 26,14 %). Le taux de participation est de 53,05 % (5 937 votants sur 11 192 inscrits) contre 55,97 % au niveau départemental et 50,17 % au niveau national.
Au second tour, Denis Duchamp et Brigitte Royer (Union de la Gauche) sont élus avec 43,88 % des suffrages exprimés et un taux de participation de 55,68 % (2 634 voix pour 6 232 votants et 11 192 inscrits).

#### Élections de juin 2021
Le premier tour des élections départementales de 2021 est marqué par un très faible taux de participation (33,26 % au niveau national). Dans le canton de Sarras, ce taux de participation est de 35,43 % (4 159 votants sur 11 739 inscrits) contre 37,36 % au niveau départemental. À l'issue de ce premier tour, deux binômes sont en ballottage : Ronan Philippe et Christelle Reynaud (DVG, 50,14 %) et Stéphanie Benoit et William Priolon (DVG, 29,99 %).
Le second tour des élections est marqué une nouvelle fois par une abstention massive équivalente au premier tour. Les taux de participation sont de 34,3 % au niveau national, 40,7 % dans le département et 36,68 % dans le canton de Sarras. Ronan Philippe et Christelle Reynaud (DVG) sont élus avec 58,18 % des suffrages exprimés (2 346 voix pour 4 307 votants et 11 741 inscrits),,.

## Composition
Le nouveau canton de Sarras comprend dix-neuf communes entières.
| Nom                            | Code Insee | Intercommunalité        | Superficie (km2) | Population (dernière pop. légale) | Densité (hab./km2) | Modifier                                    |
| ------------------------------ | ---------- | ----------------------- | ---------------- | --------------------------------- | ------------------ | ------------------------------------------- |
| Sarras (bureau centralisateur) | 07308      | CC Porte de DrômArdèche | 11,65            | 2 232 (2022)                      | 192                | modifier les données · modifier les données |
| Andance                        | 07009      | CC Porte de DrômArdèche | 6,52             | 1 193 (2022)                      | 183                | modifier les données · modifier les données |
| Arras-sur-Rhône                | 07015      | CC Porte de DrômArdèche | 5,89             | 535 (2022)                        | 91                 | modifier les données · modifier les données |
| Bogy                           | 07036      | CA Annonay Rhône Agglo  | 7,02             | 471 (2022)                        | 67                 | modifier les données · modifier les données |
| Brossainc                      | 07044      | CA Annonay Rhône Agglo  | 4,38             | 261 (2022)                        | 60                 | modifier les données · modifier les données |
| Champagne                      | 07051      | CC Porte de DrômArdèche | 4,10             | 621 (2022)                        | 151                | modifier les données · modifier les données |
| Charnas                        | 07056      | CA Annonay Rhône Agglo  | 5,39             | 918 (2022)                        | 170                | modifier les données · modifier les données |
| Colombier-le-Cardinal          | 07067      | CA Annonay Rhône Agglo  | 2,50             | 335 (2022)                        | 134                | modifier les données · modifier les données |
| Eclassan                       | 07084      | CC Porte de DrômArdèche | 15,93            | 1 046 (2022)                      | 66                 | modifier les données · modifier les données |
| Félines                        | 07089      | CA Annonay Rhône Agglo  | 14,00            | 1 874 (2022)                      | 134                | modifier les données · modifier les données |
| Limony                         | 07143      | CA Annonay Rhône Agglo  | 7,22             | 817 (2022)                        | 113                | modifier les données · modifier les données |
| Ozon                           | 07169      | CC Porte de DrômArdèche | 8,32             | 386 (2022)                        | 46                 | modifier les données · modifier les données |
| Peaugres                       | 07172      | CA Annonay Rhône Agglo  | 14,44            | 2 353 (2022)                      | 163                | modifier les données · modifier les données |
| Peyraud                        | 07174      | CC Porte de DrômArdèche | 5,96             | 517 (2022)                        | 87                 | modifier les données · modifier les données |
| Saint-Désirat                  | 07228      | CA Annonay Rhône Agglo  | 7,31             | 876 (2022)                        | 120                | modifier les données · modifier les données |
| Saint-Étienne-de-Valoux        | 07234      | CC Porte de DrômArdèche | 2,36             | 274 (2022)                        | 116                | modifier les données · modifier les données |
| Saint-Jacques-d'Atticieux      | 07243      | CA Annonay Rhône Agglo  | 4,97             | 279 (2022)                        | 56                 | modifier les données · modifier les données |
| Serrières                      | 07313      | CA Annonay Rhône Agglo  | 3,96             | 1 074 (2022)                      | 271                | modifier les données · modifier les données |
| Vinzieux                       | 07344      | CA Annonay Rhône Agglo  | 6,87             | 520 (2022)                        | 76                 | modifier les données · modifier les données |
| Canton de Sarras               | 0711       |                         | 138,79           | 16 582 (2022)                     | 119                | modifier les données                        |

## Démographie
En 2022, le canton comptait 16 582 habitants, en évolution de +4,86 % par rapport à 2016 (Ardèche : +2,48 %, France hors Mayotte : +2,11 %).
| 2013   | 2018   | 2022   |
| ------ | ------ | ------ |
| 15 328 | 16 073 | 16 582 |